# سبکبار و بی‌خیال
سبکبار و بی‌خیال (انگلیسی: Carefree) یک فیلم موزیکال آمریکایی به کارگردانی مارک سندریچ است که در سال ۱۹۳۸ منتشر شد.

## بازیگران
- فرد آستر
- جینجر راجرز
- رالف بلامی
- جک کارسون
- کلارنس کوب
- فرانکلین پاننگبورن
- والتر کینگزفورد
- جیمز فینلیسون
- هتی مک‌دنیل
- لوئلا گیر